# Trochoideus mexicanus
Trochoideus mexicanus är en skalbaggsart som beskrevs av Strohecker 1978. Trochoideus mexicanus ingår i släktet Trochoideus och familjen svampbaggar. Inga underarter finns listade i Catalogue of Life.